# Радослав Веселиновић
Радослав Веселиновић (Шутци код Љига, 17. јануар 1896 – Београд, новембар 1944) био је српски инжењер агрономије и професор, министар пољопривреде у Влади народног спаса Милана Недића током Другог светског рата.

## Биографија
Рођен је 1896. године у земљорадничкој породици, основну школу завршио је у Белановици, а гимназију у Горњем Милановцу. Уписао је студије у Београду, али је након избијања Првог светског рата морао да прекине школовање и придружи се српској војсци. Крајем 1915. године са српском војском кренуо је у повлачење преко Албаније и почетком 1916. искрцао се на Крф. Потом је пребачен на Солунски фронт, али је убрзо демобилисан и упућен у Тулузу у Француску где је дипломирао на Шумарском факултету 1921. По повратку у Србију ступио је у службу као срески економ и радио као економски стручњак у самоуправним и државним надлештвима. У међувремену је у Београду завршио Пољопривредни факултет. Био је професор гимназије у Сенти, потом дванаест година професор и директор Пољопривредне школе у Ади до 1941. До почетка Другог светског рата био је општински одборник, председник Народне одбране, члан Сокола и других националних просветних организација у Ади. У резерви био је капетан прве класе. Одликован је орденом Југословенске круне V степена, Албанском споменицом и Споменицом Првог светског рата. Био је ожењен Меланијом, пореклом из Санада у Банату.

## Политичко деловање током Другог светског рата
По избијању Другог светског рата запослио се у Министарству пољопривреде и већ крајем 1941. постао начелник истог. Учествовао је у изради планова за развој Планске пољопривредне производње у Србији. Новембра 1942. године постао је министар пољопривреде и исхране у влади Милана Недића. 
У сарадњи са владом Краљевине Југославије у егзилу, снаге Драгољуба Михаиловића уврстиле су у једном тренутку Радослава Веселиновића на листу од 75 имена за стављање под слово „З”, која је била оглашавана преко радио Лондона.
Након ослобођења Београда 20. октобра 1944. године, није хтео да бежи пред снагама НОВ и ПОЈ и Црвене армије, говорећи да нема чега да се плаши и да је све радио на добробит и корист народа. Почетком новембра ухапшен је и изведен пред Војни суд I пролетерског корпуса. Пресудом донетом 18. новембра 1944. године, Војни суд прогласио је ратним злочинцима уз изрицање смртне казне стрељањем, одузимање части и конфискацију целокупне имовине, следеће чланове Недићеве владе:
1. Радослава Веселиновића, министра пољопривреде
2. Душана Ђорђевића, министра финансија
3. Јована Мијушковића, министра социјалне политике
4. Буду Цвијановића, помоћника министра пољопривреде

Име Радослава Веселиновића нашло се на списку 105 стрељаних ратних злочинаца и народних непријатеља објављеном 27. новембра 1944. у Политици. У овом саопштењу Војног суда I корпуса НОВЈ означен је као најближи Недићев сарадник, организатор и руководилац планског пљачкања српског народа, у корист окупатора и њихових помагача. Претпоставља се да је стрељан у Јајинцима код Београда.